# Gryllus krugeri
Gryllus krugeri är en insektsart som beskrevs av Otte, D., Toms och Cade 1988. Gryllus krugeri ingår i släktet Gryllus och familjen syrsor. Inga underarter finns listade i Catalogue of Life.